# ビーマー
ビーマー（בִּימָה bīmāh, bimo, bíme）はシナゴーグにおいて、トーラーの朗読を行い、またハッザーンが礼拝の指揮をとる場所。

ビーマーはアシュケナジム系の用語で、セファルディム系の典礼ではアルメマール（almemar）、テーバー（תיבה, תֵּבָה tēybhāh, taivah, tebáh　「箱」）という。アルメマールはモスクの調度品でもあるアラビア語アン＝ミンバール am-minbar に由来する。
多くは木製である。
伝統的にシナゴーグの部屋の中央に設けられることが多かった。
改革派ではアローン・ハッ＝コーデシュ（聖櫃）のすぐ前に移動させて他派の抗議を受けたりしたが、最近では正統派などでもミズラハのすぐ前まで近づけたりしている。

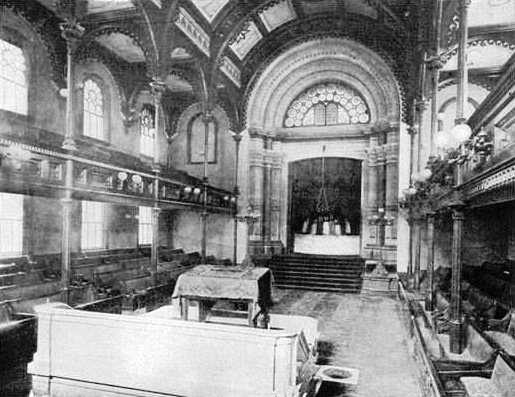
フィラデルフィア、ミクヴェ・イスラエル・シナゴーグ
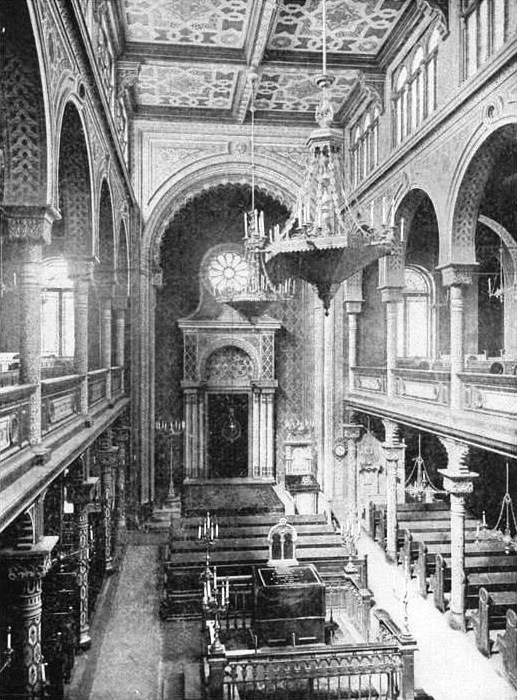
ウィーンのシナゴーグ
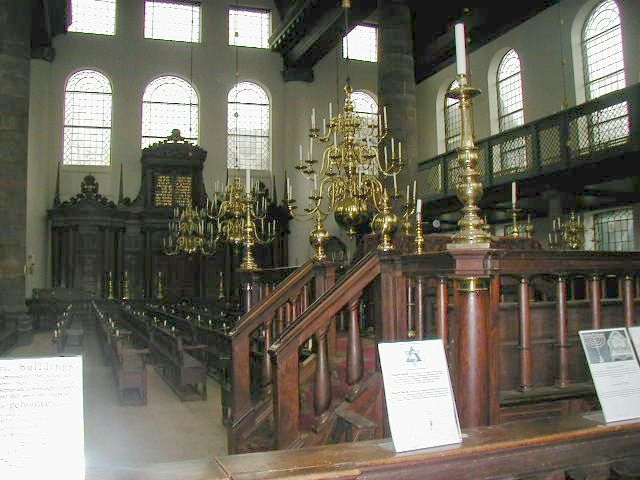
アムステルダム・ポルトガル系イスラエル人シナゴーグ Portugees-Israëlietische Synagoge ヘーハールの前にあるテーバ
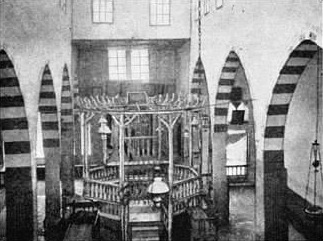
エルサレム
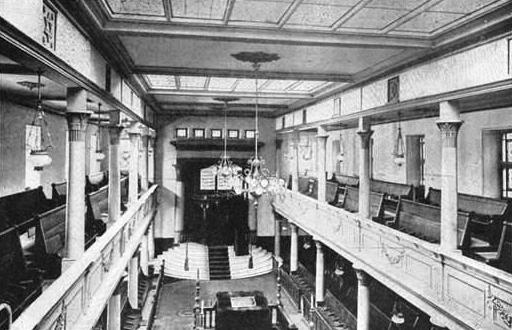
モントリオール、スペイン・ポルトガル・シナゴーグ
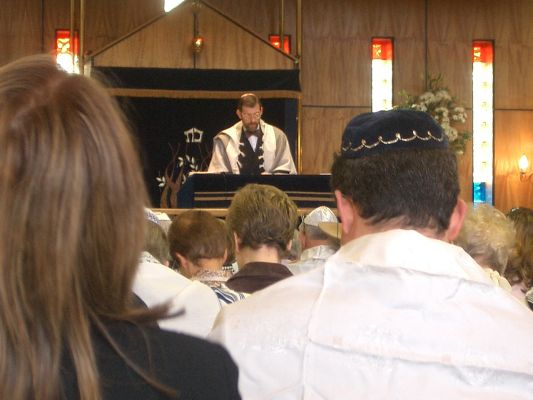
改革派の礼拝
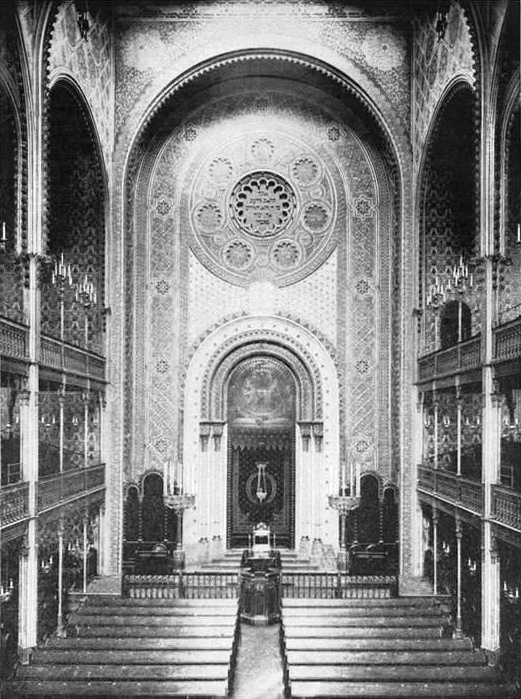
ウィーンの改革派のシナゴーグ。聖櫃の前に移動している。キリスト教の影響
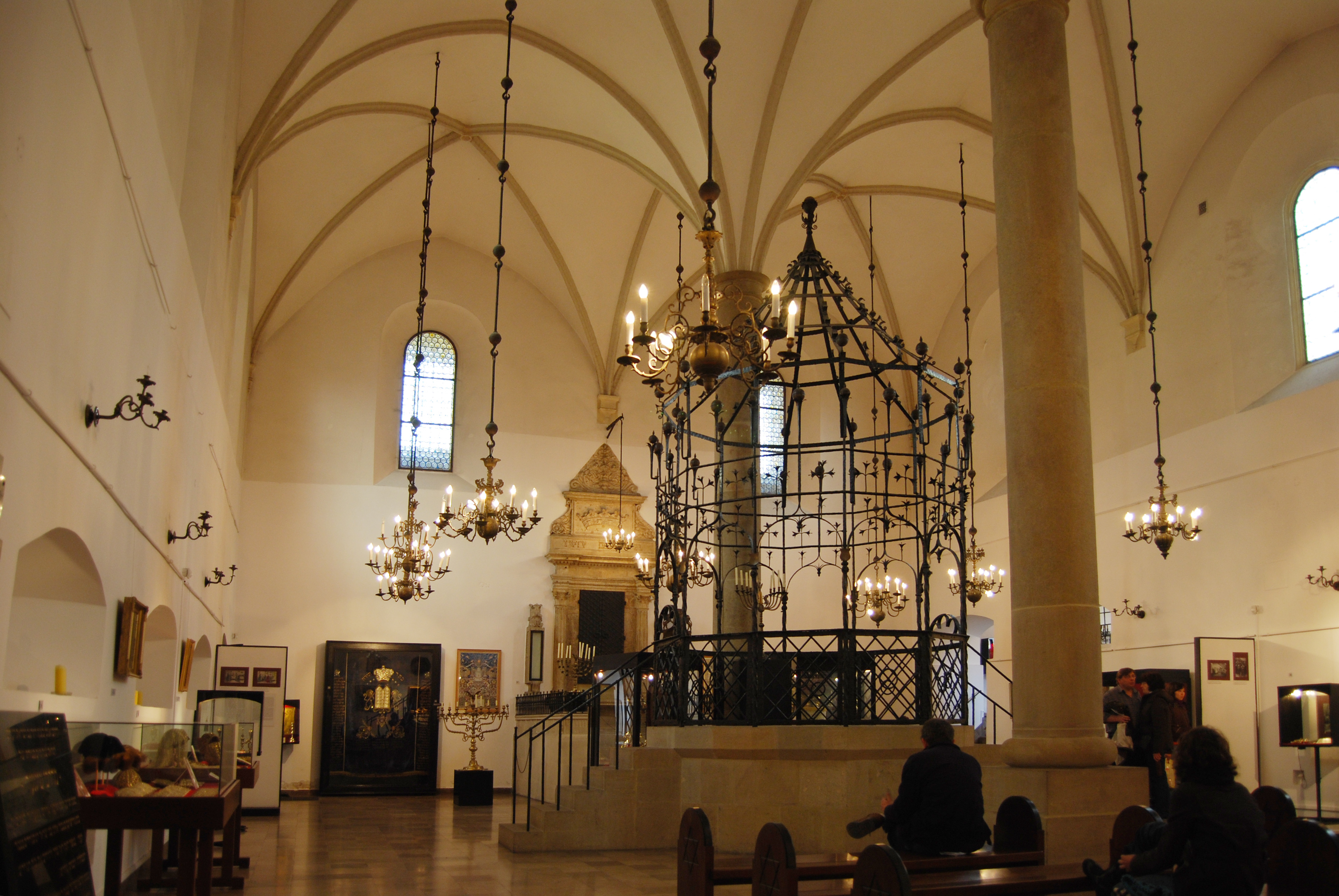
ポーランド